# Charles Howard, 3:e earl av Carlisle

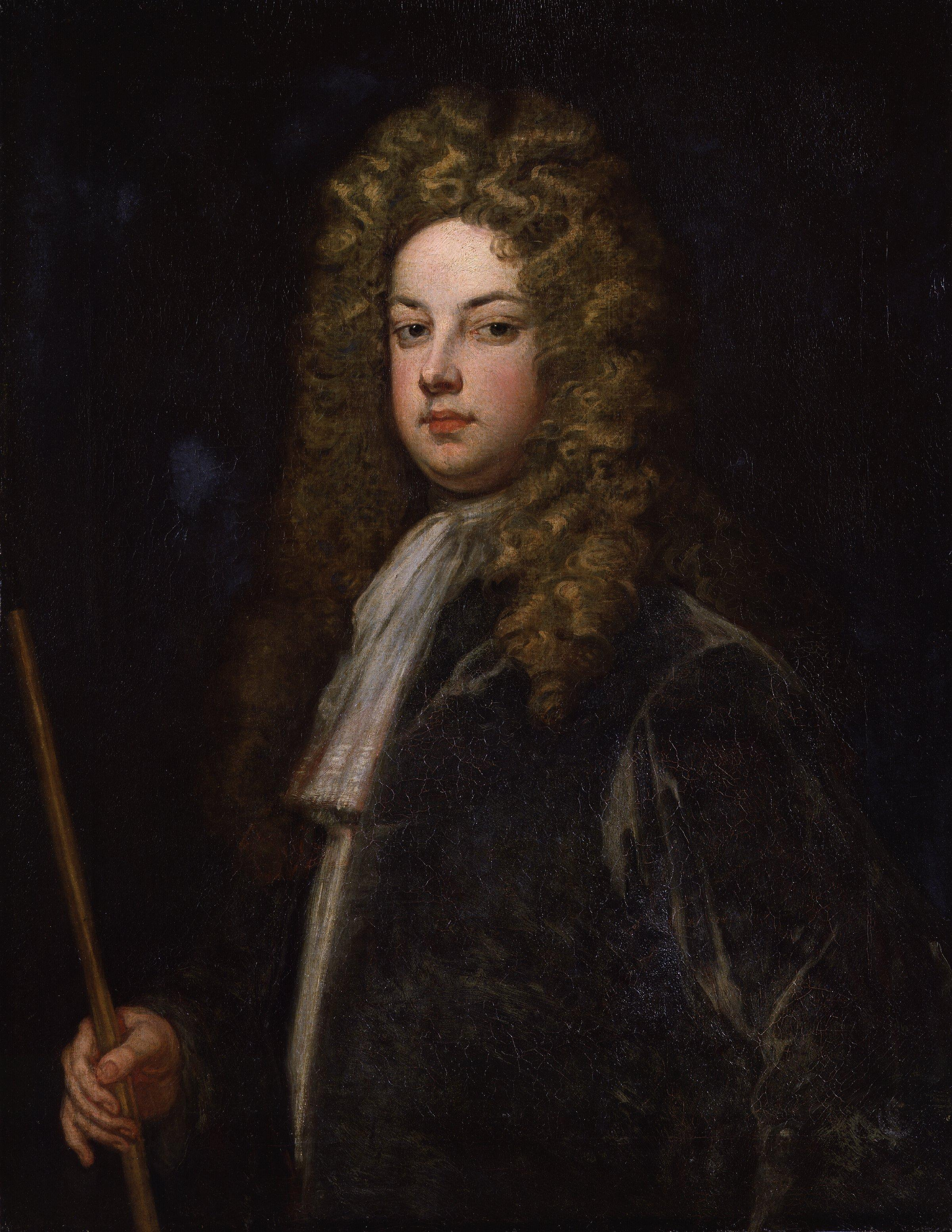
Charles Howard, 3:e earl av Carlisle, porträtterad av Godfrey Kneller.

Charles Howard, 3:e earl av Carlisle, född 1669, död 1 maj 1738 i Bath, var en engelsk politiker. 
Charles Howard blev 1701 utnämnd till ledamot av Privy Council. Han var också guvernör över Windsor Castle 1723-1730. Han var parlamentsledamot (whig) 1689-1692 och guvernör av Carlisle mellan 1693 och 1738. Han var dessutom lordlöjtnant av Cumberland 1694-1714. Han ligger begravd på familjeresidenset Castle Howard, som han helt lät bygga om 1699-1712, efter ritningar av John Vanbrugh.
Charles Howard var son till Edward Howard, 2:e earl av Carlisle. Han gifte sig 1688 med Lady Anne de Vere Capell, dotter till Arthur Capell, earl av Essex och Lady Elizabeth Percy.

## Barn
- Henry Howard, 4:e earl av Carlisle (1693-1758) gift 1:o 1717 med Lady Frances Spencer (1696-1742). Gift 2:o 1743 med Hon. Isabella Byron (1721-1795)
- Hon. Sir Charles Howard, general (1694-1765)